# Assiminea ostiorum
Assiminea ostiorum is een slakkensoort uit de familie van de Assimineidae. De wetenschappelijke naam van de soort is voor het eerst geldig gepubliceerd in 1920 door Bavay.